# Partido Unionista Democrático
Partido Unionista Democrático (em inglês: Democratic Unionist Party) é o maior dos partidos políticos unionistas da Irlanda do Norte, sendo o maior partido político deste território britânico. Tem vertentes na igreja protestante e defende politicamente a manutenção do país como parte do Reino Unido.

## Resultados eleitorais

### Eleições legislativas do Reino Unido

#### Resultados referentes à Irlanda do Norte
| Data    | CI. | Votos   | %            | +/-  | Deputados | +/-  | Status            |
| ------- | --- | ------- | ------------ | ---- | --------- | ---- | ----------------- |
| 02/1974 | 5.º | 58 656  | 8,2 / 100,0  | Novo | 1 / 12    | Novo | Oposição          |
| 10/1974 | 4.º | 59 451  | 8,5 / 100,0  | 0,3  | 1 / 12    | 0    | Oposição          |
| 1979    | 4.º | 70 795  | 10,2 / 100,0 | 1,7  | 3 / 11    | 2    | Oposição          |
| 1983    | 2.º | 152 749 | 20,0 / 100,0 | 9,8  | 3 / 17    | 0    | Oposição          |
| 1987    | 3.º | 85 642  | 11,7 / 100,0 | 8,3  | 3 / 18    | 0    | Oposição          |
| 1992    | 3.º | 103 039 | 13,1 / 100,0 | 1,4  | 3 / 17    | 0    | Oposição          |
| 1997    | 4.º | 107 348 | 13,6 / 100,0 | 0,5  | 2 / 18    | 1    | Oposição          |
| 2001    | 2.º | 181 999 | 22,5 / 100,0 | 8,9  | 5 / 18    | 3    | Oposição          |
| 2005    | 1.º | 241 856 | 33,7 / 100,0 | 11,2 | 9 / 18    | 4    | Oposição          |
| 2010    | 2.º | 168 216 | 25,0 / 100,0 | 8,7  | 8 / 18    | 1    | Oposição          |
| 2015    | 1.º | 184 260 | 25,7 / 100,0 | 0,7  | 8 / 18    | 0    | Oposição          |
| 2017    | 1.º | 292 316 | 36,0 / 100,0 | 10,3 | 10 / 18   | 2    | Apoio parlamentar |
| 2019    | 1.º | 244 127 | 30,6 / 100,0 | 5,4  | 8 / 18    | 2    | Oposição          |
| 2024    | 2.º | 172 058 | 22,1 / 100,0 | 8,5  | 5 / 18    | 3    | Oposição          |

### Eleições regionais da Irlanda do Norte
| Data | CI. | Votos   | %            | +/-  | Deputados | +/-  | Status   |
| ---- | --- | ------- | ------------ | ---- | --------- | ---- | -------- |
| 1973 | 4.º | 78 228  | 10,8 / 100,0 | Novo | 8 / 78    | Novo | Oposição |
| 1975 | 3.º | 97 073  | 14,8 / 100,0 | 4,0  | 12 / 78   | 4    | Governo  |
| 1982 | 2.º | 145 528 | 23,0 / 100,0 | 8,2  | 21 / 78   | 9    | Oposição |
| 1996 | 3.º | 141 413 | 18,8 / 100,0 | 4,2  | 24 / 110  | 3    | Oposição |
| 1998 | 2.º | 145 917 | 18,0 / 100,0 | 0,8  | 20 / 108  | 4    | Governo  |
| 2003 | 1.º | 177 944 | 25,7 / 100,0 | 7,7  | 30 / 108  | 10   | Oposição |
| 2007 | 1.º | 207 721 | 30,1 / 100,0 | 4,4  | 36 / 108  | 6    | Governo  |
| 2011 | 1.º | 198 436 | 29,3 / 100,0 | 0,8  | 38 / 108  | 2    | Governo  |
| 2016 | 1.º | 202 567 | 29,2 / 100,0 | 0,1  | 38 / 108  | 0    | Governo  |
| 2017 | 1.º | 225 413 | 28,1 / 100,0 | 1,1  | 28 / 90   | 10   | Governo  |
| 2022 | 2.º | 184 002 | 21,3 / 100,0 | 6,7  | 25 / 90   | 3    | Governo  |

### Eleições europeias

#### Resultados referentes à Irlanda do Norte
| Data | CI. | Votos   | %            | +/-  | Deputados | +/-  |
| ---- | --- | ------- | ------------ | ---- | --------- | ---- |
| 1979 | 1.º | 170 688 | 29,8 / 100,0 | Novo | 1 / 3     | Novo |
| 1984 | 1.º | 230 251 | 33,6 / 100,0 | 3,8  | 1 / 3     | 0    |
| 1989 | 1.º | 160 110 | 29,9 / 100,0 | 3,7  | 1 / 3     | 0    |
| 1994 | 1.º | 163 246 | 29,2 / 100,0 | 0,7  | 1 / 3     | 0    |
| 1999 | 1.º | 192 762 | 28,4 / 100,0 | 0,8  | 1 / 3     | 0    |
| 2004 | 1.º | 175 761 | 32,0 / 100,0 | 3,6  | 1 / 3     | 0    |
| 2009 | 2.º | 88 346  | 18,2 / 100,0 | 13,8 | 1 / 3     | 0    |
| 2014 | 2.º | 131 363 | 20,9 / 100,0 | 2,7  | 1 / 3     | 0    |
| 2019 | 2.º | 124 991 | 21,8 / 100,0 | 0,9  | 1 / 3     | 0    |